# 大山咋神
大山咋神（おおやまくいのかみ）は、日本神話に登場する神。

## 概要
『古事記』、『先代旧事本紀』「地祇本紀」では大山咋神と表記し、『古事記』では別名を山末之大主神（やますえのおおぬしのかみ）と伝える。
大年神と天知迦流美豆比売（あめちかるみずひめ）の間の子である。

## 考証

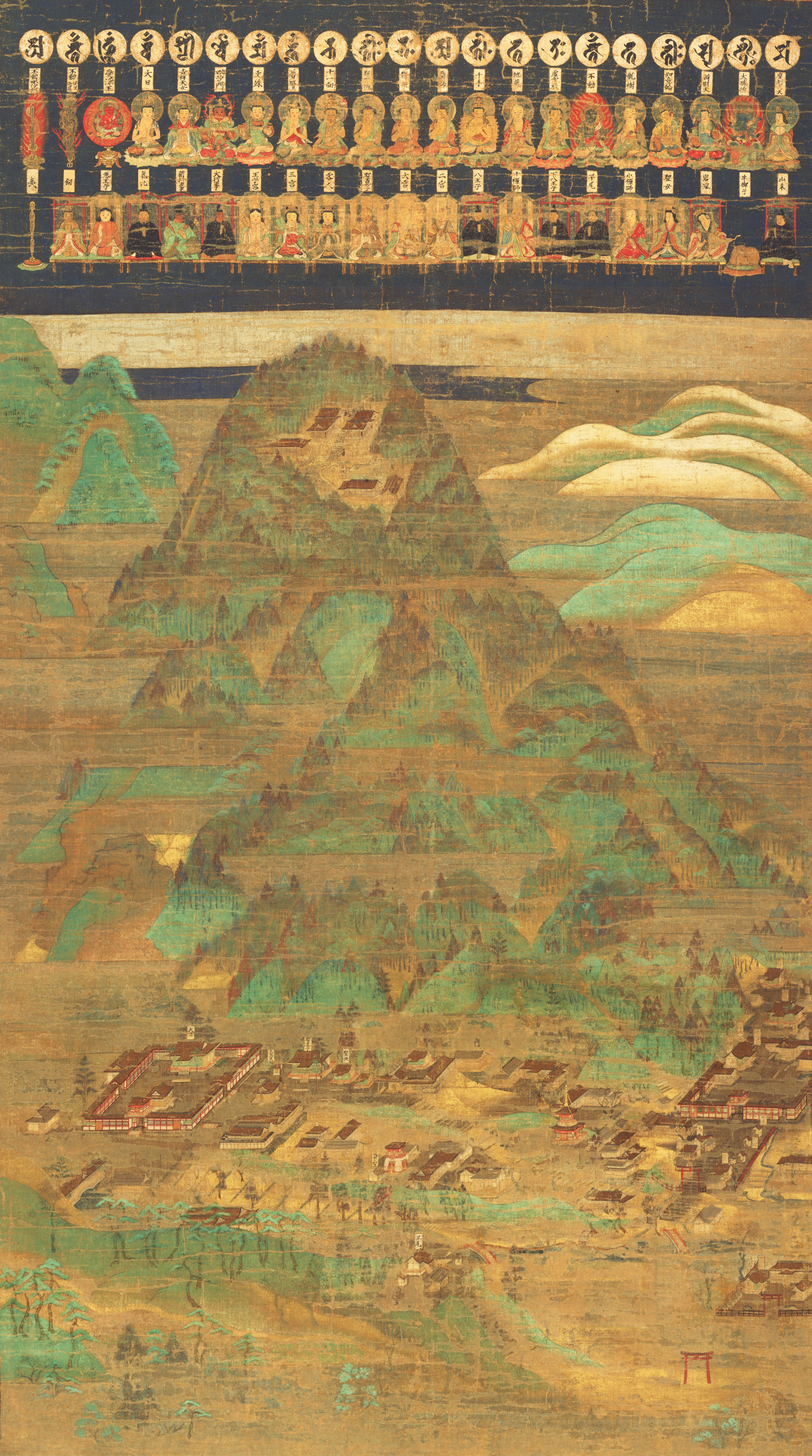
絹本著色日吉山王宮曼荼羅図（14世紀）。日吉社の景観を俯瞰的に描く礼拝画。正面の山が八王子山（山頂に八王子と三宮）。絵の山麓の右側が東の山王。楼門をくぐって正面が二宮、左が十禅師。山麓の左側、西の山王に大宮。

名前の「くい（くひ）」は杭のことで、大山に杭を打つ神、すなわち大きな山の所有者の神を意味し、山の地主神であり、また、農耕（治水）を司る神とされる。『古事記』では、近江国の日枝山（ひえのやま、後の比叡山）および葛野（かづの、葛野郡、現京都市）の松尾に鎮座すると記されている。なお、大山咋神は里山に鎮まるとされることから、『古事記』の「日枝山」とは、比叡山全体というより、里山である八王子山（比叡山の一部）を指すとする説もある。
『古事記』には、その神格について「用鳴鏑神者也」と書かれているが、この文は意味が通りづらく、「鳴鏑（なりかぶら）を持つ神」とする説、「鳴鏑を使う神」とする説、「『用』の字は誤字」とする説と解釈が分かれる。鳴鏑を境界決定の呪具と考え、それを使う神であり、野や山、坂に鎮座してその境界を司る境界神とみる説もある。
「日枝山」には日吉社（日吉大社）、松尾には松尾神社（松尾大社）があり、ともに大山咋神を祀っている。日枝山と松尾については、共通の祭神を祀る社の存在だけではなく、八王子山と松尾山の両方に巨大な磐座と、古墳群（日吉社東本宮古墳群、松尾山古墳群）が存在し、共通点が多いことが指摘されている。特に、古墳群については、それらの古墳の埋葬者の勢力範囲と、大山咋神の神域とされる範囲の一致する可能性が指摘されている。
鈴木宏昌は、日吉社では延暦寺が比叡山山中に伽藍を広げていく中で、大宮（大和の三輪山の神大己貴神（大国主）を勧請したとされる）と二宮（大山咋神を祀るとされる）に格差が付けられていったと考えられる（平安時代から幕末まで常に大宮が上）。八王子山の東麓（東の山王）には古墳時代後期の円墳が密集しており、これは祖霊信仰の対象であったと思われ、元々は大宮と二宮は、比叡山の四明岳（大比叡岳のすぐ西の峰、標高839m）を奥宮とし、八王子山（標高381m）を山宮とする一対の神格として信仰されていたと推定している。元々は日吉社の地における信仰は社殿のない自然神道であり、祭祀の場としては、二宮とその傍にある十禅師（東の山王）が最も古いとも考えられる。二宮は元々、現社地より奥の小谷川近くにあったと思われ、現在は古墳群の集中地域にあり、整地したその上に位置する。日吉大社の権禰宜だった嵯峨井建は、二宮は大山咋神が座す八王子山を遥かに拝む遥祭地であり、二宮の社は、山頂の神が麓に仮に降臨する仮座とみなされるしつらえであり、祭祀の恒常化によって神霊の常住する本殿と化したものとみている。
比叡山に天台宗の延暦寺ができてからは、最澄によって、天台宗および延暦寺の結界を守る守護神ともされた。
大山咋神の別名山王（さんのう）は中国天台山の鎮守「地主山王元弼真君」に倣ったものである。なお、比叡山には、本来、山の全域において、大山咋神の他にも多数の神が祀られており、最澄が延暦寺の守護神として認識したのは、大山咋神だけでなく、その他の「諸山王」を含めた、比叡山の神々全体のことであったとも考えられている。
日吉社は東西に分かれるが、東の山王の神々は二宮と縁が深く、二宮のある境内東側の八王子山の山頂と麓にまとまっている。
しかし、中世には日吉社の二宮の祭神は大山咋神から『日本書紀』に記される国常立尊に取って替わられ、明治維新の神仏分離・廃仏毀釈まで国常立尊が祀られていた。大山咋神が国常立尊に取って替わられた時期はよくわかっていないが、嵯峨井建は、大宮が国家仏教としての延暦寺とのつながりで9世紀中頃から大きく昇階し、9世紀後半には延暦寺が日吉社の祭祀に深く介入するようになったことから、日吉社社司の祝部氏が延暦寺に対抗しようと、二宮を大宮より優位に立たせるために祭神を国常立尊に取り換えたと推定している。
元亀2年（1571年）に織田信長の比叡山焼き討ちにより、日吉社は全て灰燼に帰し、中世日吉社は終焉した。信長の死（1582年）の後、逃げ延びた社司の祝部氏の生源寺行丸（祝部行丸、1512-1592）の主導で日吉社は復興に向かい、これ以降の日吉社とその信仰（山王信仰）は生源寺行丸が整理した史料に基づく。祝部行丸の『日吉社神道秘密記』に大山咋神の名はみられず、二宮に祀られる「小比叡山大明神」は『日本書紀』の天地開闢後最初の神である国常立尊であるとされ、祝部氏の祖は国常立尊とされている。
太田道灌が江戸城の守護神として川越日吉社を勧請して日枝神社を建てた。江戸時代には徳川家の氏神とされ、明治以降は皇居の鎮守とされている。

## 神社
比叡山の麓の日吉社（滋賀県大津市）が大山咋神を祀る全国の日枝神社の総本社である。日吉社には後に三輪山の神大己貴神（大国主）が勧請されたという伝承があり、大比叡こと大宮に大己貴神が、小比叡こと二宮に大山咋神が祀られてきたとも考えられる。山王（山王権現）とは大宮を指すか、二社もしくは山王上七社の総称である。
明治時代には、大山咋神の名が『古事記』にあること、大宮の勧請が日本天台宗の祖最澄によるという伝承を政府が重視し、二宮を日吉社の主神とさせ、大宮と二宮の祭神を入れ替えさせた。これが元に戻されたのは太平洋戦争開始後の1942年であり、神仏分離に伴う日吉社と延暦寺の完全な分離と共に、古来の神事・祭儀の改廃に拍車をかけることとなった。現在の日吉大社では、西本宮（大宮）に大己貴神が、東本宮（二宮）に大山咋神が祀られている。
そのほか、日枝神社（東京都千代田区）、松尾大社（京都市西京区）および全国の日枝神社、松尾神社で祀られている。伊勢神宮豊受大神宮（外宮）の摂社である山末神社は大山津姫命を祀るが、大山咋神を祭神とする説もある。

### 賀茂神社・賀茂氏・鴨玉依姫神
山城の賀茂別雷神社（上賀茂神社）の神山（こうやま）には、日吉社、松尾神社と同様に、巨大な磐座があり、陰陽道の影響が強いなど、三社の共通点が指摘されている。日吉社の社家祝部氏と山城の賀茂社の社家賀茂県主氏（鴨県主氏）は同祖の氏族である。
日吉社の大宮（大宮権現、大比叡大明神。祭神は大己貴神とされる）に関する伝承は大きく2つあったようであるが、その一つが大宮を鳴鏑神つまり賀茂神とみる説（延暦寺 惠亮の西塔派）である。また『耀天記』には、大宮を下賀茂神社（賀茂氏の祖神の鴨玉依姫神）の夫神とし、大宮と賀茂下宮の御子神を賀茂別雷命とする説が説かれている。『厳神抄』等の中世の文献でも、賀茂社と日吉社（大宮）は「日天月天」と太陽と月に喩えられ、「陰陽一双ノ御神ニシテ御ス」と説かれていた。
この伝統的な説とは矛盾するが、江戸時代の国学者本居宣長は大山咋神の正体を考察し、鎌倉末期の『釈日本紀』『山城風土記』 の有名な賀茂社縁起に触れ、鴨玉依姫が感精し賀茂別雷命を生むことになった矢（『山城風土記』では「乙訓の郡の社に坐せる火雷神」とされる）は、『古事記』の大山咋神についての記述にある「鳴鏑」を意味しており、よって（「賀茂神＝大己貴神（大宮）ではなく）「賀茂神＝大山咋神」であり、大山咋神は鴨玉依姫の夫神で賀茂別雷命の父だと主張、こうした見解は幕末の日吉社神職に知られていたと考えられている。
鴨玉依姫神は、本居宣長に影響を受けた国学者・日吉社社司（祝部氏）の樹下茂国によって、大山咋神の妻として日吉社の祭神に加えられたと考えられており、近現代の山日吉大社の山王祭は、大山咋神と鴨玉依姫神の交りと賀茂別雷命の出産を再現しているとされる。近現代の山王祭は、11世紀の囗伝を生源寺行丸が16世紀に文書化した史料とされる『日吉社禰宜口伝抄』の記述が唯一の論拠であるが、これは樹下茂国と思われる人物が幕末-明治期に偽造した可能性が非常に高い。

### 大山祇神との混同
よく混同される神に、大山祇神があるが別神である。何れも山の神であるが、大山咋神は日枝山の神なのに対し、大山祇神は個々の山というよりも普遍的・代表的存在としての山の神である。古事記では、ひ孫と曽祖父の関係として記されており、大山咋神の父大年神の母神大市比売の父が大山津見神（大山祇神）となる。
混同の例としては、三島神社に大山咋神が祀られていたり、逆に日枝神社に大山祇神が祀られている場合が挙げられる。この他に、1702年に撰せられた『神道名目類聚抄』は、松尾神社が酒造の神とされるゆえは無く、梅宮大社の酒解神（大山祇神）と混同されたことが起原であると指摘している。また、前項の賀茂神社の神についても、南北朝時代の北畠親房が記した『二十一社記』は、（松尾神（大山咋神）ではなく）三島神（大山祇神）と同じと記述している。